# Český Šternberk
Český Šternberk (Duits: Böhmisch Sternberg) is een Tsjechische marktstad (Tsjechisch: městys) in de regio Midden-Bohemen en maakt deel uit van het district Benešov. Český Šternberk ligt op 17 kilometer afstand van de stad Benešov.
Český Šternberk telt 184 inwoners (2025).

## Geografie
Český Šternberk ligt nabij de rivier de Sázava (Duits: Sasau). Natuurmonument Na Stříbrné ligt in de omgeving van de stad.

## Geschiedenis
De eerste schriftelijke vermelding van Český Šternberk dateert van 1242. Het toenmalige dorp ontstond rond de gelijknamige burcht, die een jaar eerder verrees. In 1654 werden stadsrechten toegekend, die Český Šternberk doorheen de eeuwen weer verloor.
In 1901 werd de spoorlijn bij de stad in gebruik genomen. Door de komst van de spoorlijn, en het historische centrum van de stad, werd Český Šternberk populair bij toeristen. In de jaren twintig van de twintigste eeuw werd de in de zestiende eeuw gebouwde watermolen op de linkeroever van de Sázava grondig gerestaureerd. Gedurende de jaren 70 werd een stuwdam bij de molen gebouwd.
Sinds 1960 maakt Český Šternberk deel uit van het district Benešov. Op 10 oktober 2006 werd opnieuw het predicaat marktstad toegekend.

## Verkeer en vervoer

### Autowegen
De stad is te bereiken via diverse regionale wegen. Ook snelweg D1 loopt in de buurt van de gemeente. 

### Spoorlijnen
Station Český Šternberk ligt aan spoorlijn 212 Čerčany - Světlá nad Sázavou, die in 1901 in gebruik werd genomen. Aan diezelfde spoorlijn ligt tevens de spoorweghalte Český Šternberk zastávka.

### Buslijnen
Er zijn twee bushaltes in de gemeente:
| Halte                            | Lijn(en) | Traject(en)               | Vervoerder(s) |
| -------------------------------- | -------- | ------------------------- | ------------- |
| Český Šternberk, Český Šternberk | 791      | Český Šternberk - Benešov | CŠAD Benešov  |
| Český Šternberk, Čejkovice       | 791      | Český Šternberk - Benešov | CŠAD Benešov  |

### Fietsroutes
De volgende fietsroutes lopen door of beginnen/eindigen in de gemeente:
- 0019: Havlíčkův Brod - Zruč nad Sázavou - Týnec nad Sázavou - Davle;
- 0072: Postupice - Divišov - Český Šternberk;
- 0073: Benešov - Skalice - Okrouhlice - Ostředek - Český Šternberk;
- 101: Český Šternberk - Vlašim - Kondrac - Louňovice pod Blaníkem.

### Wandelroutes
De volgende wandelroutes lopen door of beginnen in de gemeente:
- Rood: Čerčany - Sázava - Kácov - Zruč nad Sázavou;
- Blauw: Český Šternberk - Čeřenice - Sázava - Jevany.

## Bezienswaardigheden
- Burcht Český Šternberk;
- Monumentale klokkentoren;

- Natuurmonument Na Stříbrné.

## Galerij

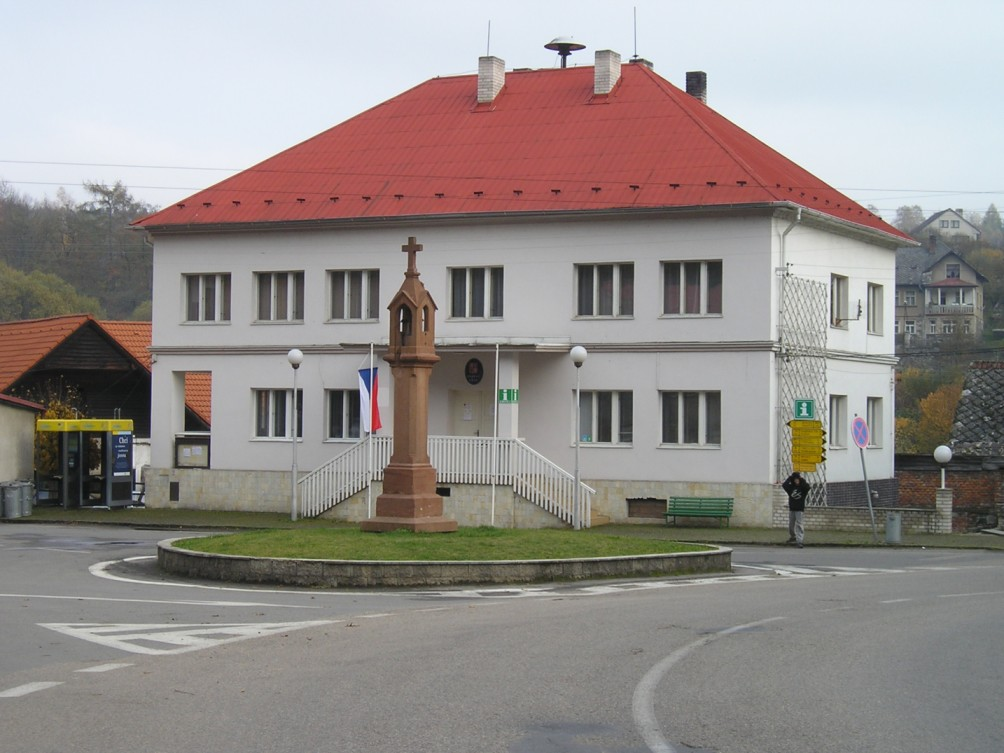
Gemeentehuis (2006)
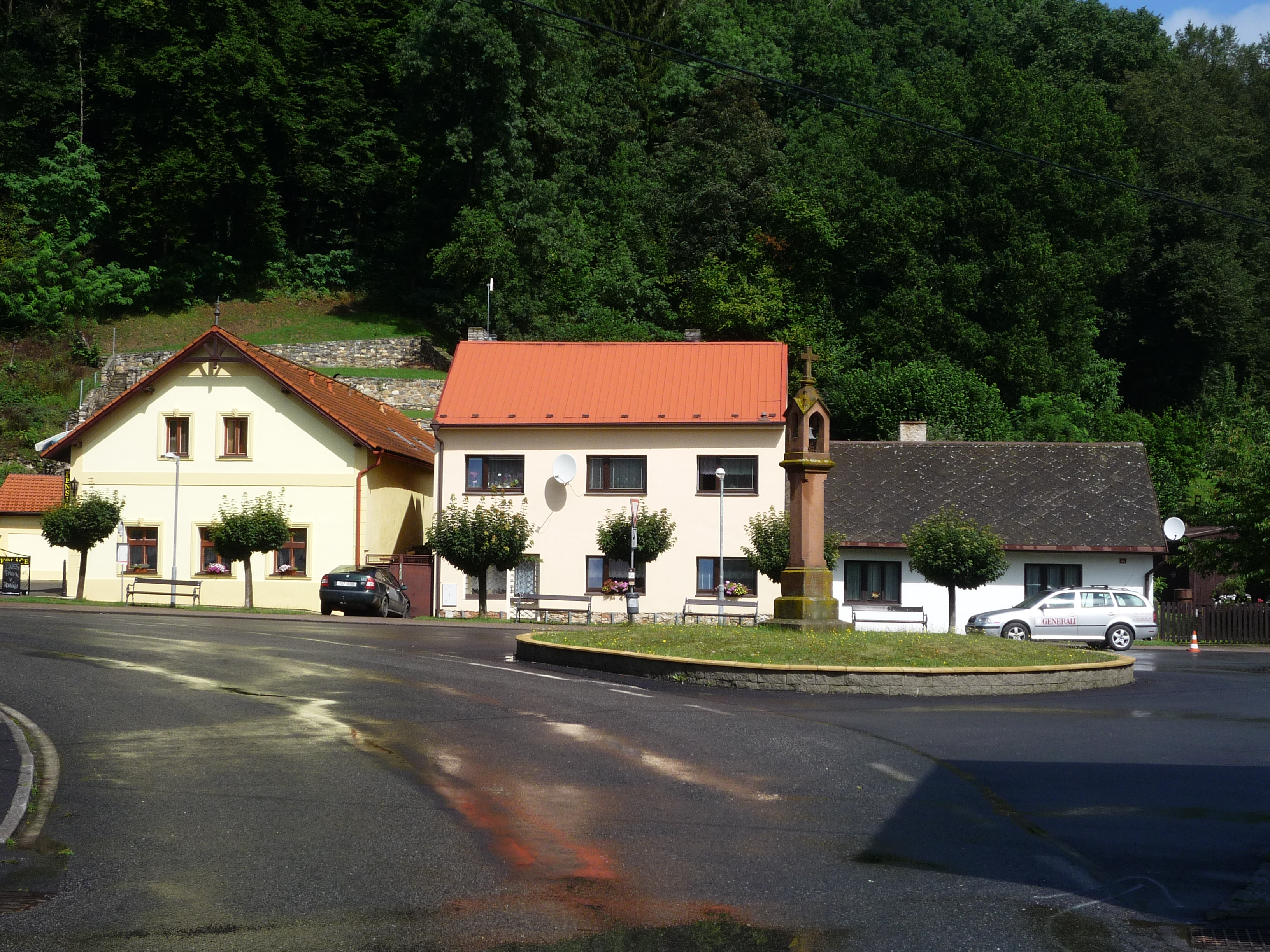
Huizen nabij het marktplein (2017)
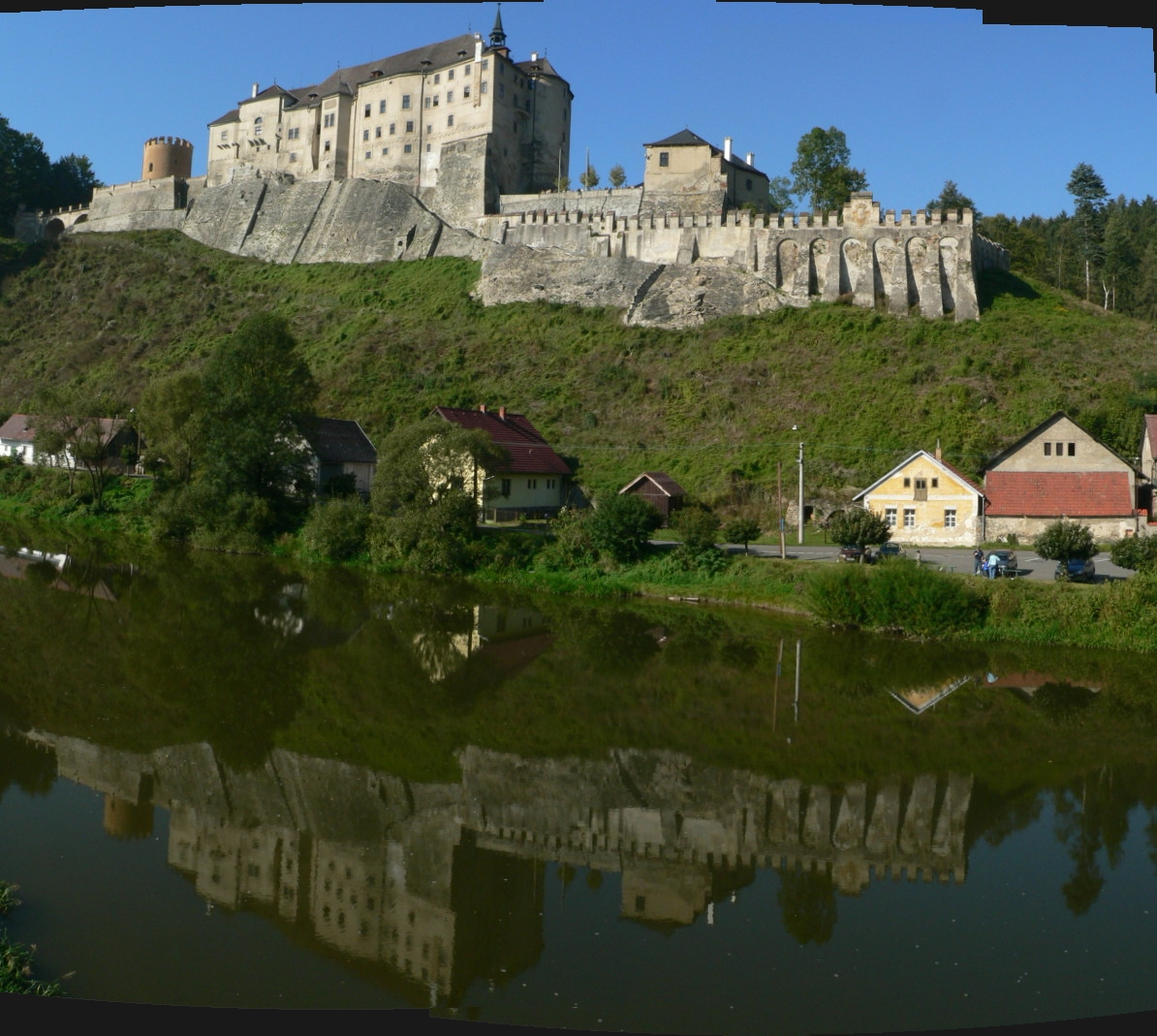
Burcht Český Šternberk (2006)
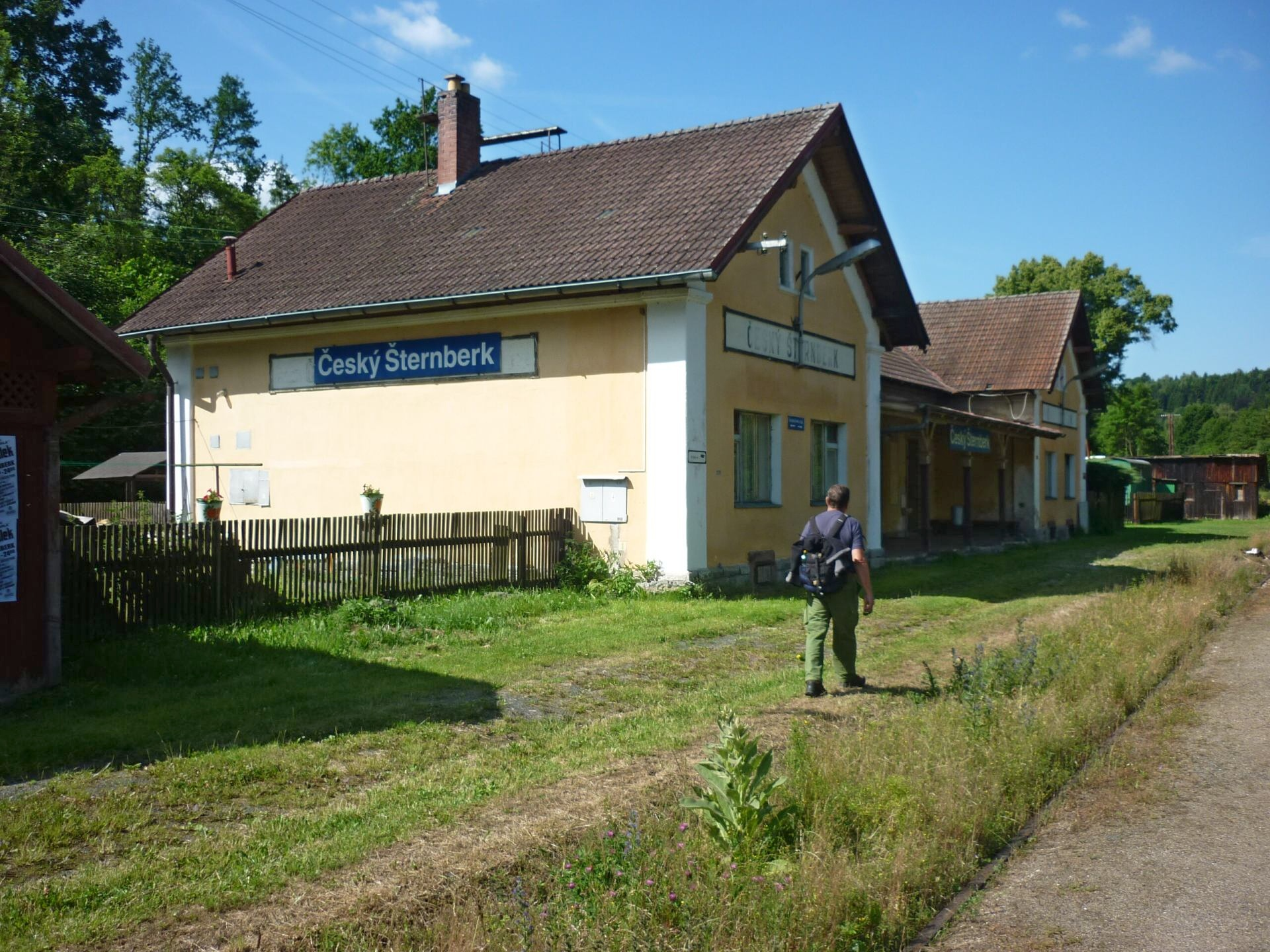
Station Český Šternberk (2013)
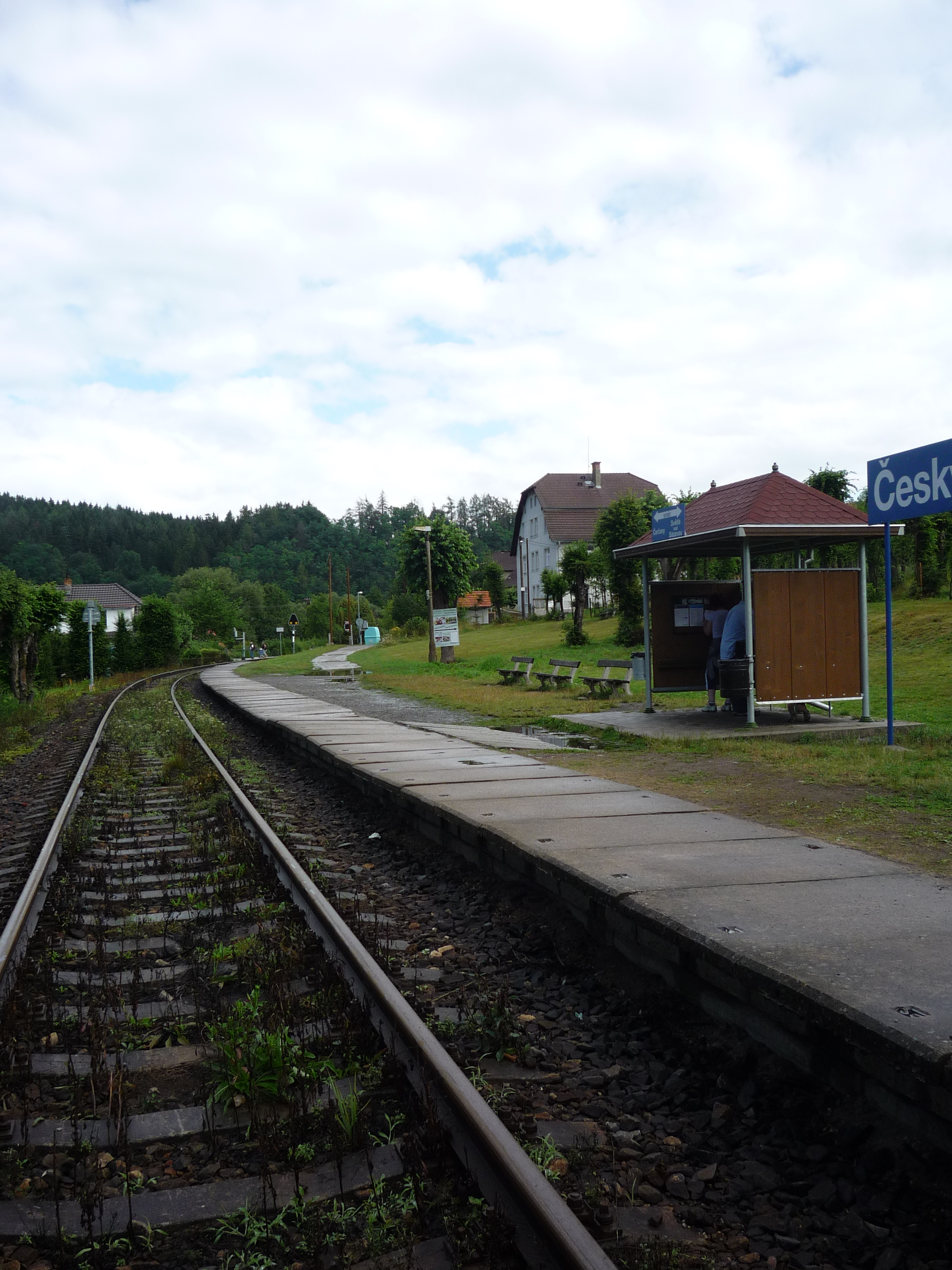
Spoorweghalte Český Šternberk zastávka (2017)
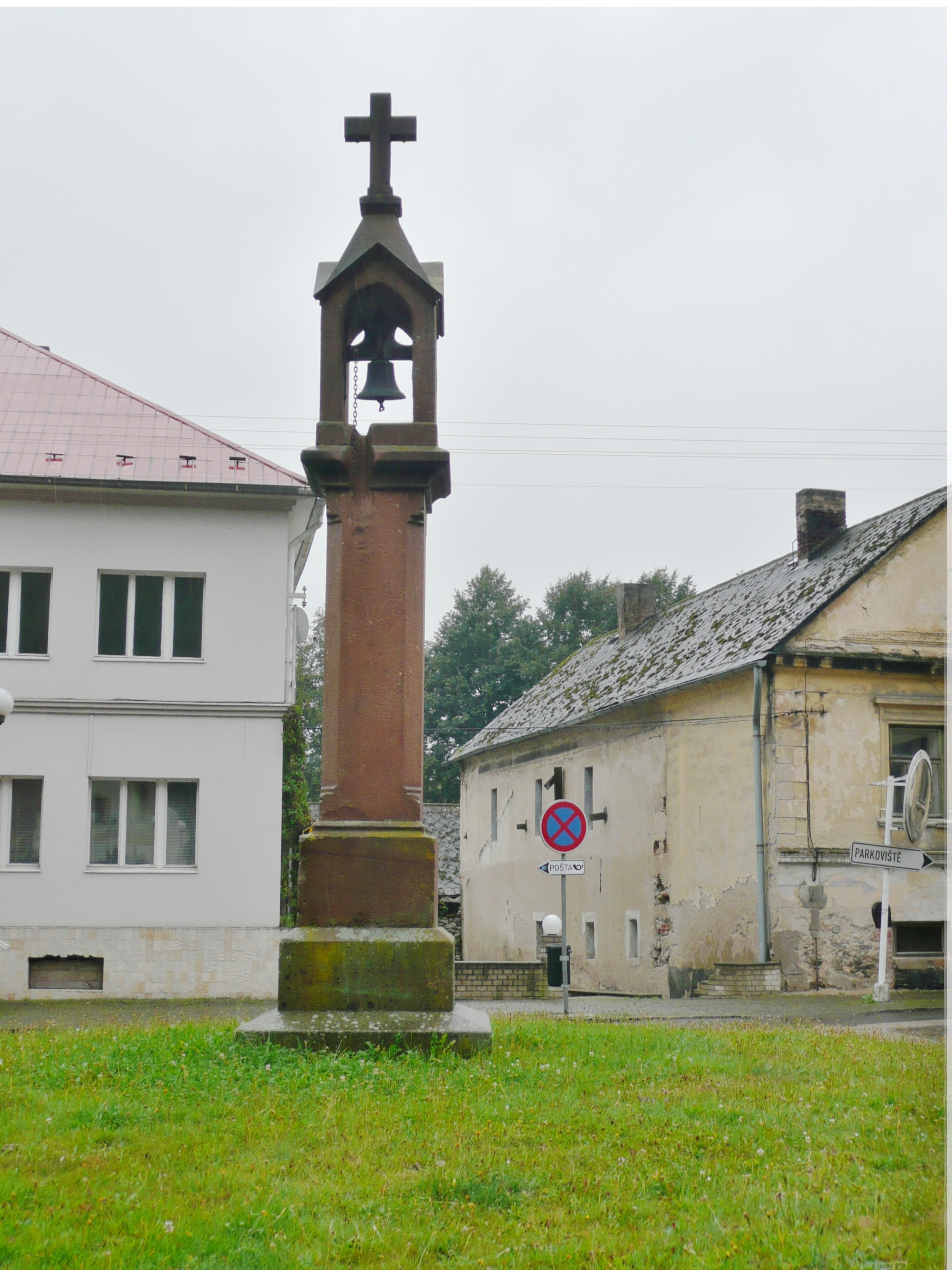
Monumentale klokkentoren (2012)